# Fujarki

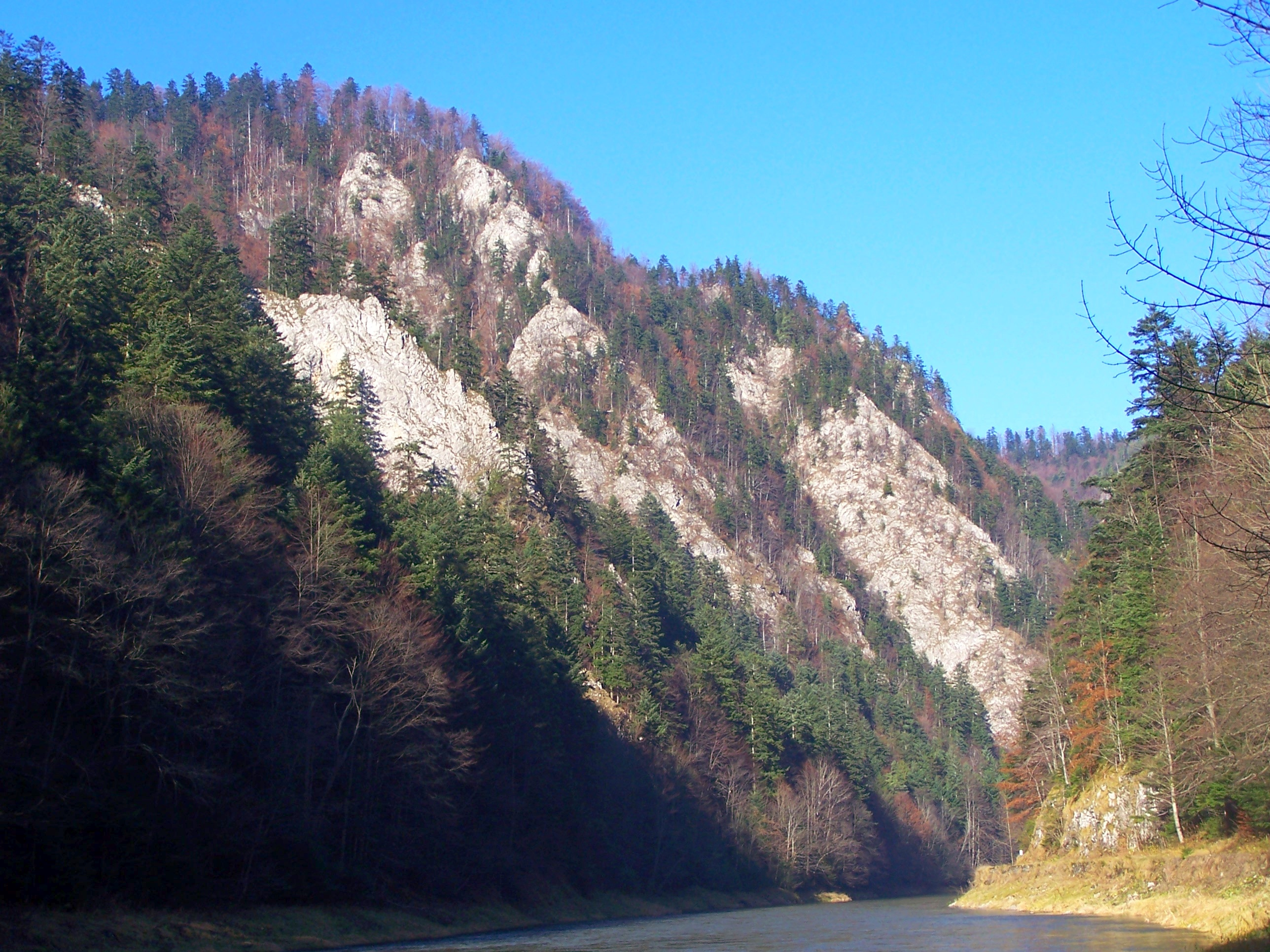
Przełom Dunajca. Od lewej: Legarkowe Skałki i Fujarki

Fujarki lub Fujarkowe Skały – skała na Pienińskim Przełomie Dunajca w Pieninach Właściwych. Znajduje się na lewym brzegu Dunajca, który w tym miejscu odbija się od Legarkowych Skałek i Fujarek, łagodnie skręcając w prawo. Tuż po północno-wschodniej stronie Fujarek uchodzi do Dunajca Pieniński Potok, a Fujarki wraz ze Ślimakową Skałą tworzą ściany ujścia wąwozu, którym spływa. Fujarki zbudowane są z wapieni i znajdują się w dzikich pienińskich ostępach, poza szlakami turystycznymi. Są trudno dostępne i przez ludzi odwiedzane bardzo rzadko. Obok nich natomiast odbywa się spływ tratwami. Z miejsca tego jak pisał Józef Nyka „W górze na tle chmur widnieje poszarpana grań Pieninek: Czerwone Skały (745 m), Czerteż (774 m) i Czertezik (772 m), wreszcie wyniosły czub Sokolicy (747 m). Dunajec zatacza łagodną pętlę w prawo”.
Według opowiadań miejscowej ludności nazwa skały pochodzi od tego, że podobno miał z niej spaść
pastuszek, który zagapił się grając na fujarce. Fujarki znajdują się w Pienińskim Parku Narodowym w granicach wsi Sromowce Niżne w województwie małopolskim, w powiecie nowotarskim, w gminie Czorsztyn.